# Bräntberget

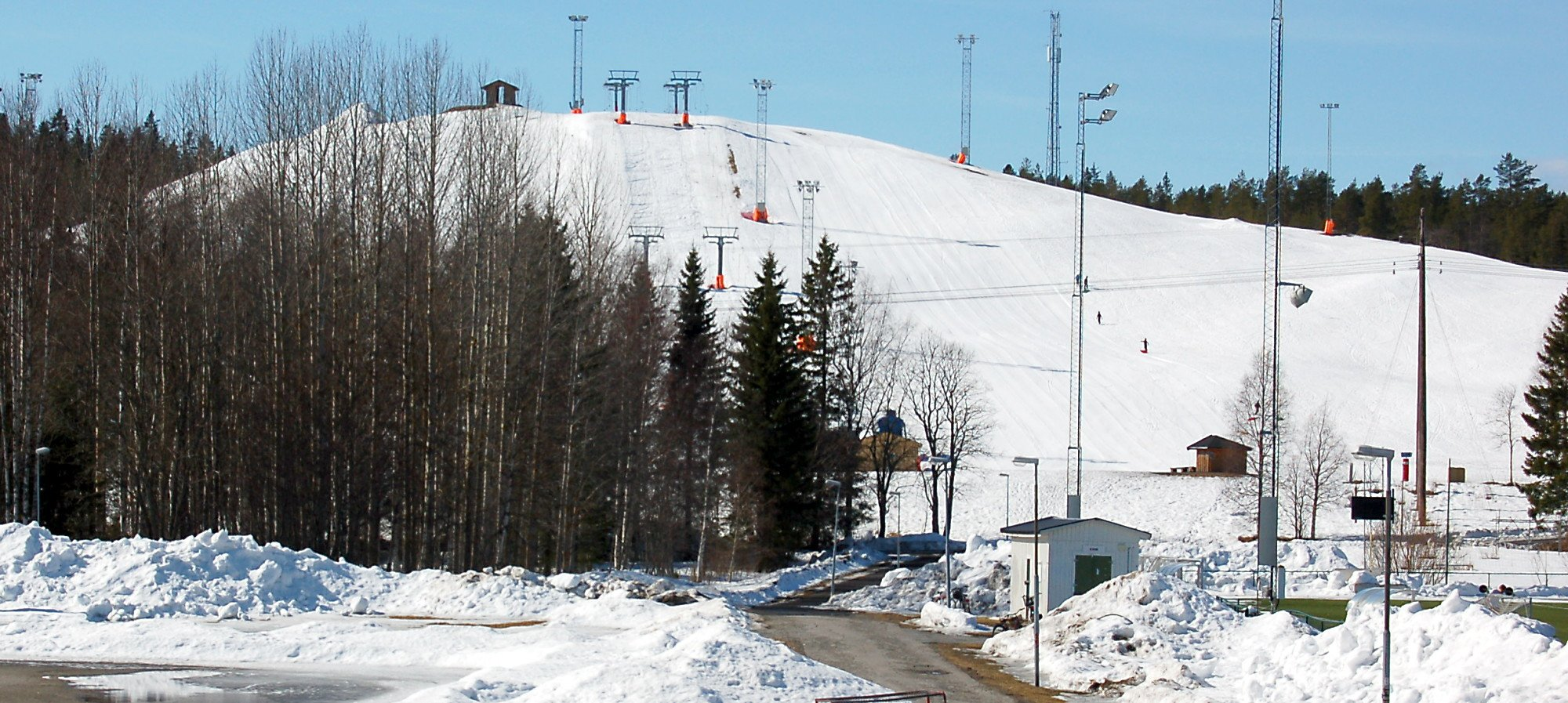
I dagsljus.

Bräntberget är en slalom- och pulkabacke i grönområdet Stadsliden i Umeå och ligger i österläge nära stadsdelarna Mariehem och Mariedal.
Backen har två liftar, puckelpist, rails och big-jump, med en längsta nedfart på drygt 250 meter. Backen sköts gemensamt av Umeå Fritid och UHSK Umeå Skidklubb, där åkare som Maria Pietilä Holmner och Jens Byggmark började sina alpina karriärer.

## Sommartid
Flera av de motionsspår som går genom Stadsliden passerar i närheten. Vid foten av Bräntberget finns ett utegym, byggt i trä med åtta gymstationer. Sedan 2013 finns även downhill-leder för mountainbikeåkning.

## Bildgalleri

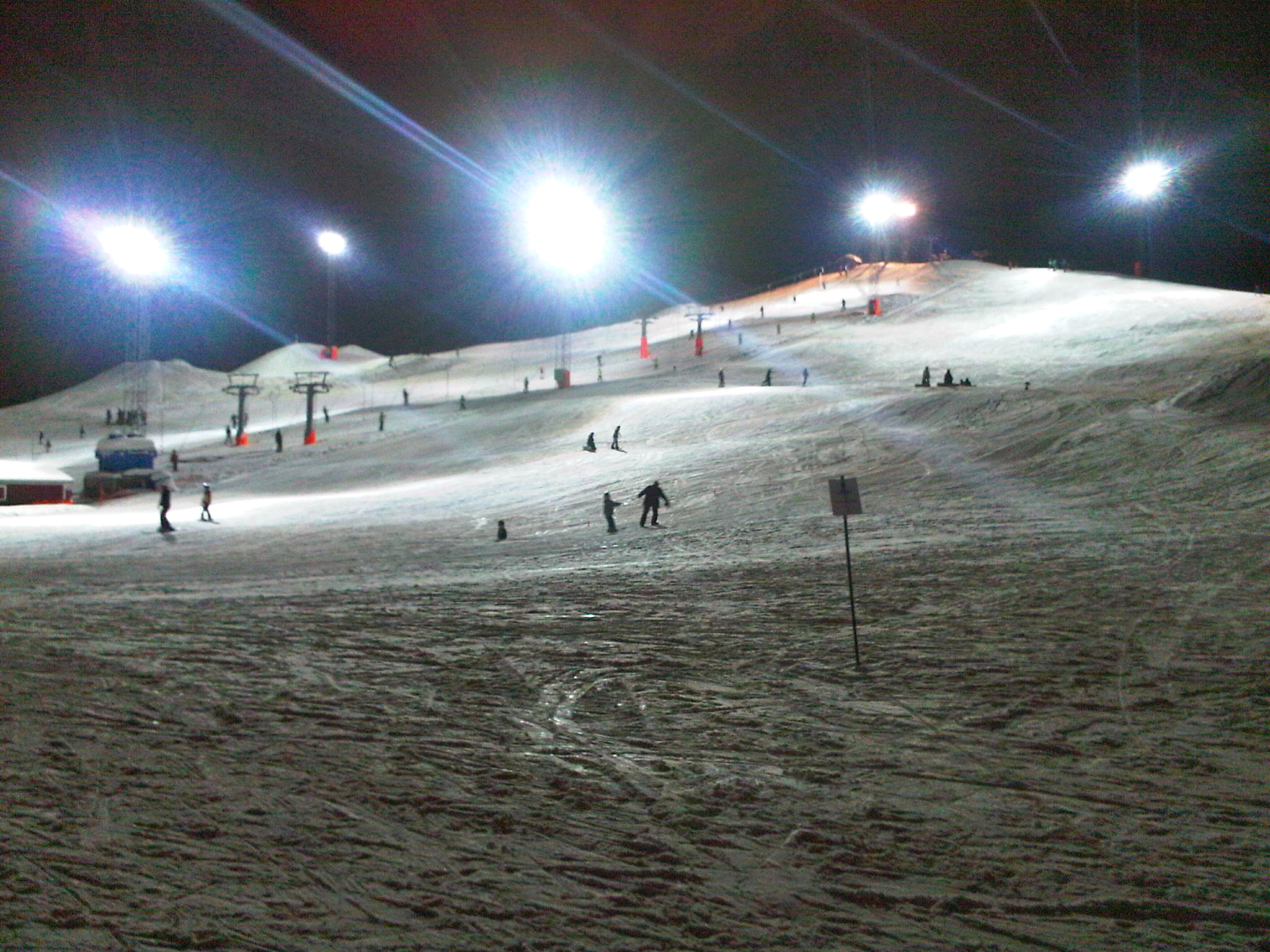
Eljusåkning.
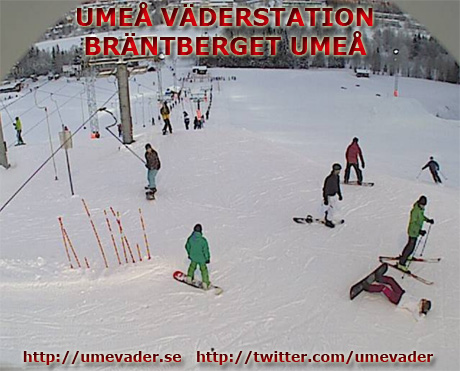
Från väderstationen.